# ستارا وس (ناحیه برونتال)
ستارا وس (ناحیه برونتال) (به چکی: Stará Ves) یک منطقهٔ مسکونی در جمهوری چک است که در شهرستان برونتال واقع شده‌است. ستارا وس ۴۴٫۰۷ کیلومتر مربع مساحت و ۵۲۹ نفر جمعیت دارد و ۶۴۵ متر بالاتر از سطح دریا واقع شده‌است.